# Denver Nuggets 1988-1989
La stagione 1988-89 dei Denver Nuggets fu la 13ª nella NBA per la franchigia.
I Denver Nuggets arrivarono terzi nella Midwest Division della Western Conference con un record di 44-38. Nei play-off persero al primo turno con i Phoenix Suns (3-0).

## Roster
| N° | Naz.                   | Ruolo | Sportivo        | Anno | Alt. | Peso |
| -- | ---------------------- | ----- | --------------- | ---- | ---- | ---- |
| 1  | Stati Uniti (bandiera) | G     | Darwin Cook     | 1958 | 191  | 83   |
| 2  | Stati Uniti (bandiera) | A     | Alex English    | 1954 | 201  | 86   |
| 6  | Stati Uniti (bandiera) | GA    | Walter Davis    | 1954 | 198  | 88   |
| 12 | Stati Uniti (bandiera) | G     | Fat Lever       | 1960 | 191  | 77   |
| 14 | Stati Uniti (bandiera) | G     | Michael Adams   | 1963 | 178  | 73   |
| 15 | Stati Uniti (bandiera) | G     | Eddie Hughes    | 1960 | 178  | 75   |
| 21 | Stati Uniti (bandiera) | GA    | Elston Turner   | 1959 | 196  | 86   |
| 22 | Stati Uniti (bandiera) | GA    | David Greenwood | 1957 | 206  | 101  |
| 24 | Stati Uniti (bandiera) | GA    | Bill Hanzlik    | 1957 | 201  | 84   |
| 30 | Stati Uniti (bandiera) | A     | Jay Vincent     | 1959 | 201  | 100  |
| 33 | Stati Uniti (bandiera) | A     | Calvin Natt     | 1957 | 198  | 100  |
| 34 | Stati Uniti (bandiera) | AC    | Danny Schayes   | 1959 | 211  | 107  |
| 35 | Stati Uniti (bandiera) | A     | Jerome Lane     | 1966 | 198  | 104  |
| 41 | Stati Uniti (bandiera) | C     | Blair Rasmussen | 1962 | 213  | 113  |
| 42 | Stati Uniti (bandiera) | AC    | Wayne Cooper    | 1956 | 208  | 100  |
| 43 | Stati Uniti (bandiera) | A     | Wayne Englestad | 1966 | 203  | 111  |

## Staff tecnico
- Allenatore: Doug Moe
- Vice-allenatori: Allan Bristow, Doug Moe jr.